# Magia Polla
Magia Polla (fl. I secolo a.C.) è stata la madre del poeta romano Virgilio.

## Biografia

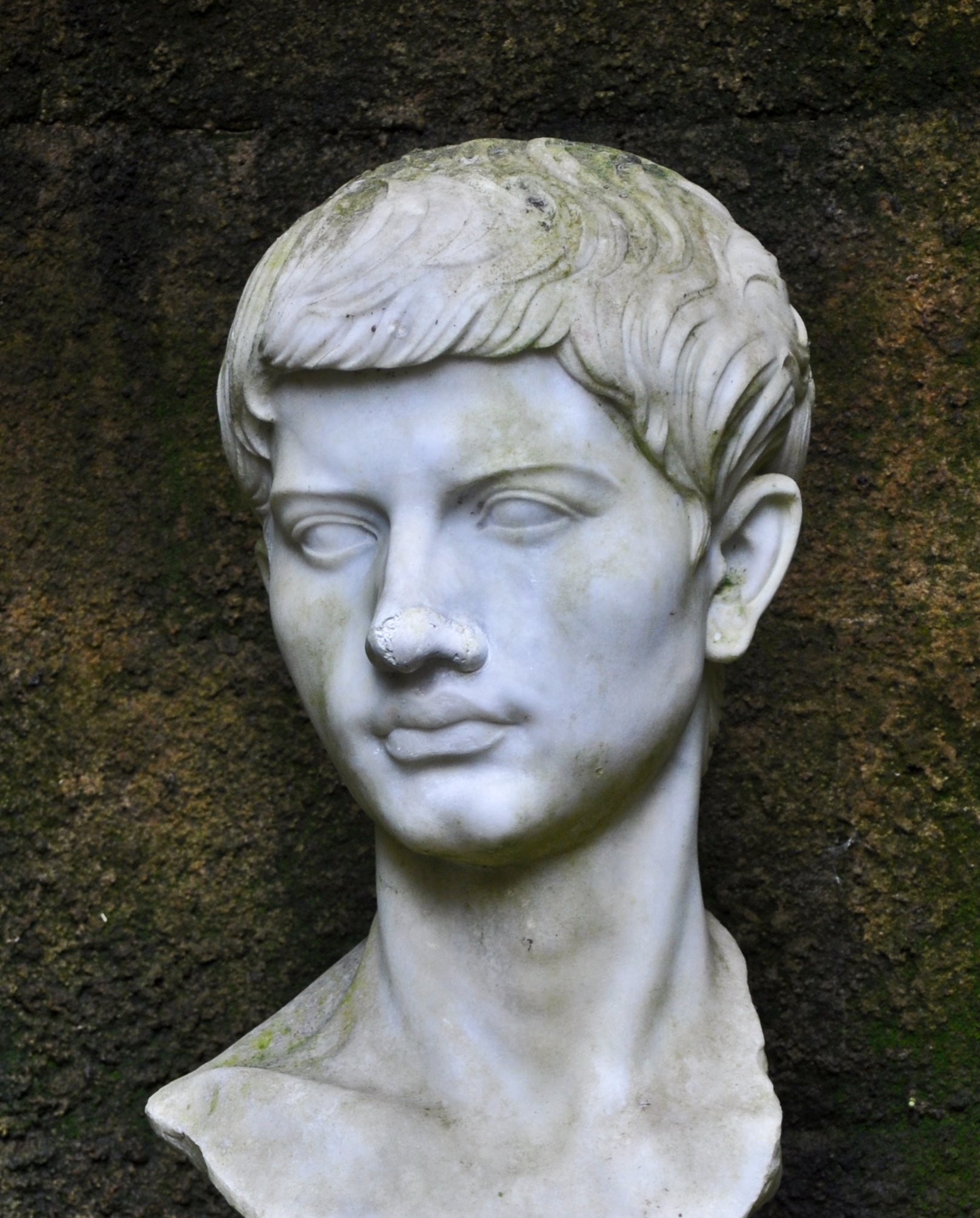
Napoli, busto di Virgilio.

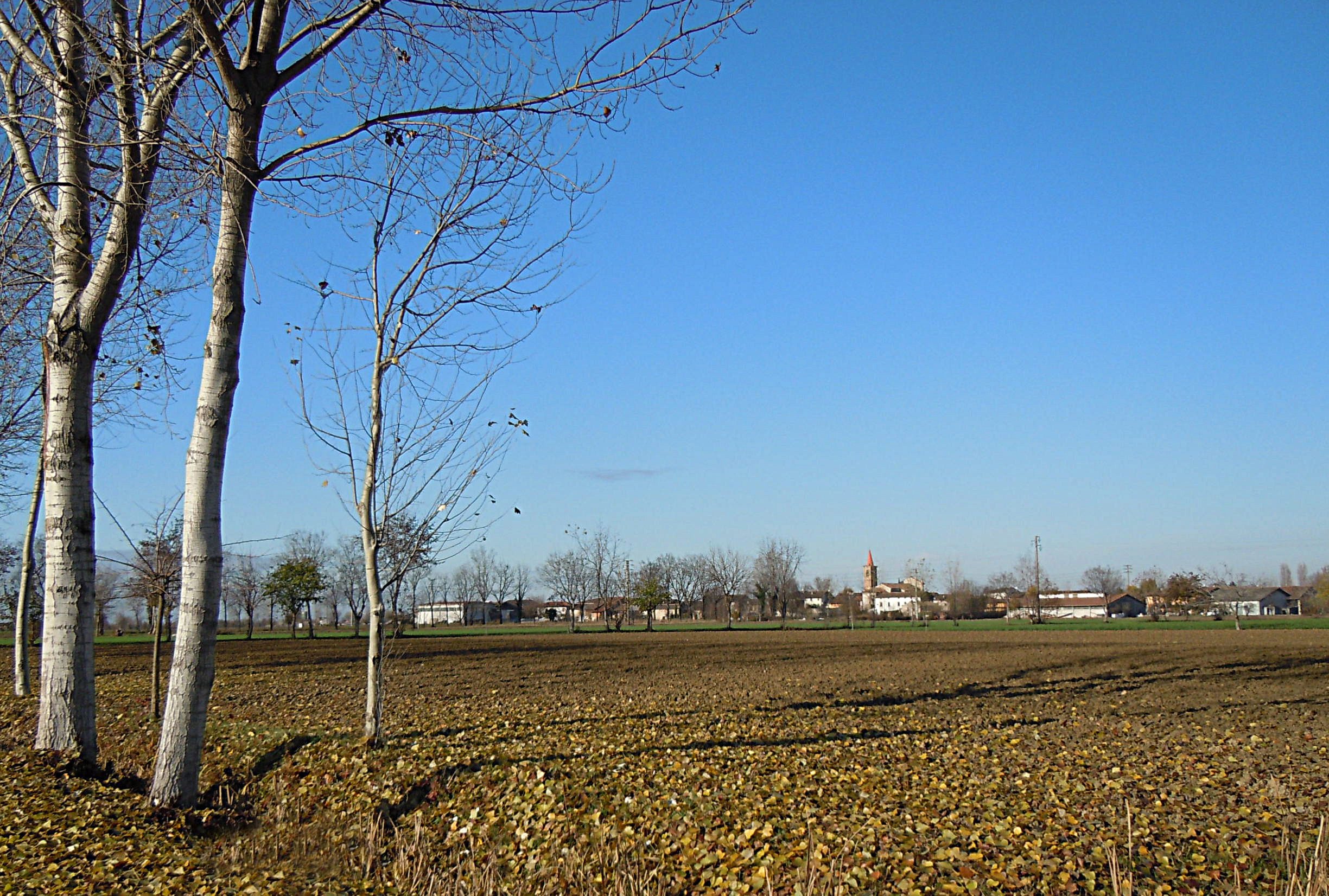
La zona di Casalpoglio, luogo della possibile nascita di Virgilio

Detta Maia, forse di origini celtiche, Magia era figlia di un facoltoso mercante di nome Magio (Magius) ed apparteneva alla Gens Magia. In due iscrizioni rilevate da reperti di età augustea provenienti da Calvisano, viene fatta menzione di una Gens Magia di Casalpoglio, forse in relazione di affinità con i genitori di Virgilio.
Magia sposò Vergilius Maro (o Marone Figulo), inizialmente dipendente di suo padre come vasaio, arricchitosi grazie all'acquisto di terreni boschivi e all'allevamento delle api. 
Ebbe tre figli:
- Silone
- Flacco
- Publio Virgilio Marone, partorito il 15 ottobre 70 a.C. nei pressi del podere di Andes al ritorno da Mantova,[12] o forse nella zona di Castel Goffredo,[3]  divenne il massimo poeta di Roma.[13]

Morto il marito, che negli ultimi anni era divenuto cieco, Magia si risposò con Lucio Scoedio ed ebbe un figlio di nome Proculo. Non si sa la data del suo decesso.